# История почты и почтовых марок Италии
История почты и почтовых марок Италии охватывает периоды, соответствующие почтовым системам и эмиссиям почтовых марок отдельных разрозненных итальянских государств (до середины XIX века) и объединённой Италии (с 1861). Италия является одной из стран — основательниц Всемирного почтового союза (ВПС; с 1875), a её почтовым оператором выступает компания Poste italiane.

## Раннее развитие почты

### Древний Рим
Ранняя история почты Италии прослеживается со времён Древнего Рима. В Римской республике для правительственных и частных целей существовали гонцы и станции. При императоре Августе значительное развитие получила государственная транспортная система cursus publicus. Не являясь почтой в современном смысле слова, «курсус публикус» представляла собой огромную, разветвлённую, действовавшую по чёткому регламенту систему связи.

### Средневековье
Архивы церковных учреждений и регесты римской курии свидетельствуют, что ещё в самом начале Средних веков происходил оживлённый обмен посланий между главой католической иерархии и её членами; но на существование специально церковного института гонцов или курьеров нет указаний. Лишь между многочисленными разветвлениями духовных орденов поддерживались правильные сношения, через посредство странствующих монахов. При университетах, куда учащиеся стекались из самых различных стран, образовались корпорации профессиональных гонцов, пользовавшиеся разными привилегиями. В XII—XIII веках славились гонцы университетов в Болонье, Салерно, Неаполе.
С развитием городских вольностей, одним из важнейших средств сообщения явился институт городских гонцов, который с XIV века существовал почти повсеместно, но особое развитие получил в крупных торговых центрах Германии и Италии. Из южной Германии гонцы Аугсбурга поддерживали сообщения с Италией; в Венецию они прибывали через Бреннер за восемь дней.

### Почта Турн-и-Таксис
В дальнейшем названием почты в Италии, как и в других передовых странах того времени, стали означать всю совокупность установлений, которые учреждались государством или под контролем государства для пересылки как правительственной, так и частной корреспонденции и для перевозки пассажиров.
Первый опыт организации почты в этом смысле слова на широких международных началах был сделан членами рода Таксис из Бергамо, принявшими на себя поддержку сообщений между габсбургскими владениями. Эта организация, имевшая сначала весьма скромные размеры, была в 1516 году значительно расширена: почтовые линии для соединения с габсбургскими владениями в Италии были продолжены до Рима и Неаполя. Основным почтовым маршрутом была линия Брюссель — Вена — Италия.
К тому времени, когда почта усилиями Таксисов зарождалась в Италии, относится слово «порто» (итал. porto, которое означает почтовую таксу, почтовый сбор).

## Период до объединения и первые марки
Почтовая история Италии в XIX веке, до создания в 1861 году единого государства, связана с мелкими самостоятельными государствами Апеннинского полуострова, имевшими почтовые службы и выпускавшие собственные марки.
Домарочный этап истории примечателен законодательной инициативой Сардинского королевства, которое ввело в 1818 году особого вида почтовые листы с оттиском знака почтовой оплаты, ставших известными под названием «сардинских лошадок» (cavallini sardi).
Первые почтовые марки на территории Италии выпустило также Сардинское королевство. В 1850 году граф Камилло Кавур представил доклад Пьемонтской Палате депутатов с предложением о проведении почтовой реформы по типу проведённых в ряде европейских государств, предусматривающей введение почтовых марок, для обозначения которых было придумано новое слово — francobollo. Реформа стала законом в ноябре и вступила в силу 1 января 1851 года.
Почтовые марки Сардинского королевства с профилем Виктора Эммануила II без указания названия государства были отпечатаны в типографии Франческо Матрера) в Турине и вышли в обращение 1 января 1851 года.
Вслед за Сардинией другие итальянские государства также выпустили почтовые марки. К ним относятся Тоскана (апрель 1851), Папская область (январь 1852), Модена (июнь 1852), Парма (июнь 1852), Королевство Обеих Сицилий (Неаполитанское королевство — январь 1858; Сицилийское королевство — январь 1859), Романья (сентябрь 1859). Ломбардо-Венецианское королевство было под властью Австрии, и там в обращении находились австрийские марки, выпущенные специально для Ломбардо-Венеции с номиналами в местной валюте.
После объединения Италии в течение 1860 и 1861 годов знаки почтовой оплаты, бывшие в обращении на территориях, вошедших в её состав, были изъяты из обращения и заменены марками Сардинского королевства. Причём в Модене, Парме и Романье переход произошёл 1 февраля 1860 года, в Неаполе — 15 сентября 1862 года (хотя местные власти до этого напечатали марки с изображением герба Савойи), а в Папской области — только в 1870 году.

## Королевство Италия: его почта и марки

### До Первой мировой войны

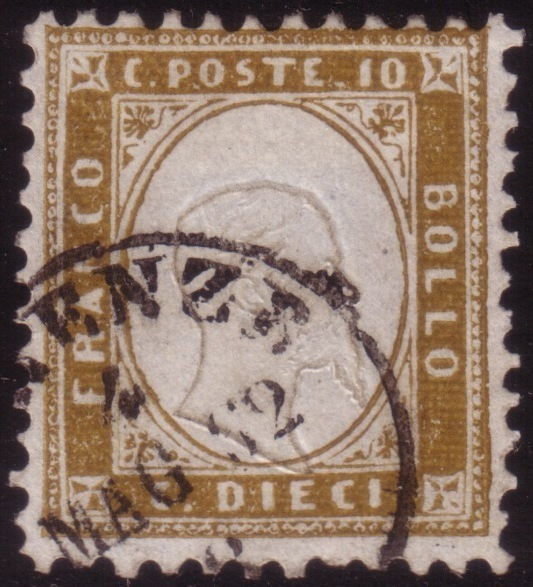
Почтовая марка Сардинского королевства четвёртого стандартного выпуска, считается некоторыми каталогами первой маркой Королевства Италия, 1862

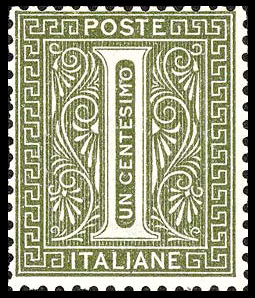
Первая История почты и почтовых марок Королевства Италия, отпечатанная в британской типографии De La Rue, 1863(Mi #23)

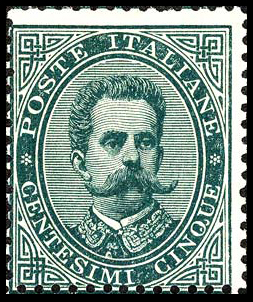
Первая История почты и почтовых марок Королевства Италия с портретом Умберто I, 1879(Mi #37A)

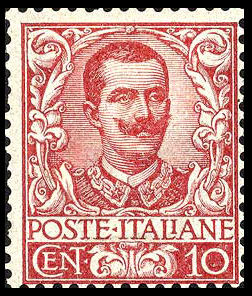
Первая История почты и почтовых марок Королевства Италия с портретом Виктора Эммануила III, 1901(Mi #77)

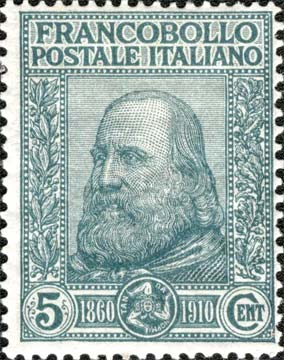
Первая коммеморативная марка Италии, 1910(Mi #95)

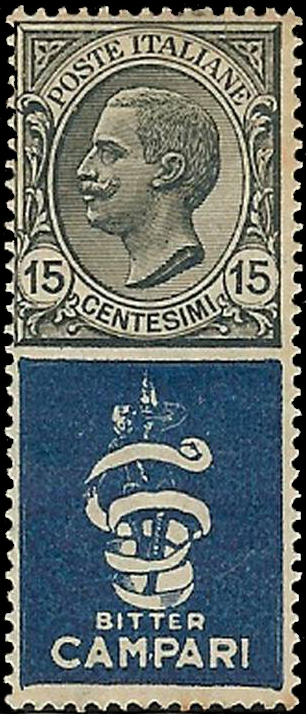
История почты и почтовых марок Королевства Италия 1918 года с рекламным купоном, 1924(Mi #130/R3)

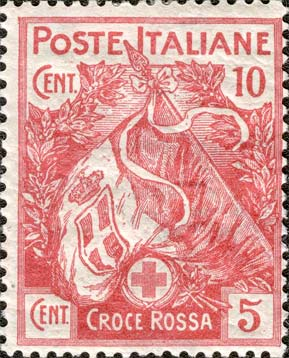
Первая почтово-благотворительная марка Италии, 1915(Mi #120)

Королевство Италия было провозглашено 17 марта 1861 года. После объединения Италии замена одной почтовой администрацией прежде существовавших семи встречала затруднения в значительном различии культурности северных и южных провинций, а также в громадном числе безграмотных. Тем не менее, почтовое дело достигло вскоре в Италии значительных успехов, будучи в некоторых отношениях приспособлено к особенностям страны. Так, например, при более значительных почтамтах были устроены особые помещения для составления писем; при итальянских консульствах принимались почтовые переводы (vaglia postali consolari), чтобы облегчить итальянцам, живущим за границей, пересылку сбережений на родину.
Первыми почтовыми марками объединённой страны обычно считаются выпуски Сардинского королевства отпечатанные в 1862—1863 годах (марки Матрера) и имевшими хождение по всей Италии.
В феврале — октябре 1862 года вышли марки четвертого стандартного выпуска Сардинского королевства с тиснённым профилем Виктора Эммануила II, отпечатанные в изменённом размере и с зубцовкой. Это были первые перфорированные марки на территории Италии.
В 1862—1863 годах допускались смешанные франкировки марками Сардинского королевства и других итальянских государств.
С 1 января 1863 года на территории Италии были введены универсальные почтовые тарифы, пересылка простого письма стала стоить 15 чентезимо вместо 20. В связи с этим была выпущена марка номиналом 15 чентезимо, повторяющая рисунок и оформление марок четвёртого стандартного выпуска Сардинии.
Сардинские знаки почтовой оплаты были изъяты из обращения 31 декабря 1863 года.
В 1862 году контракт на печатание почтовых марок Королевства Италия выиграл граф Амбьорн Спарре, однако предложенные им рисунки марок не понравились. Кроме того, сложилось впечатление, что он не сможет изготовить марки. Ввиду угрозы остаться вообще без знаков почтовой оплаты, в конце 1862 года итальянское правительство снова обратилось к Ф. Матреру, который в феврале 1863 года отпечатал литографским способом марку номиналом 15 чентезимо. На ней был изображён профиль короля Виктора Эммануила II и дана надпись «Postale italiano». Марку изъяли из обращения вместе с «сардинскими» выпусками 31 декабря 1863 года.
Контракт с графом П. А. Спарре аннулировали в марте 1863 года, а новый контракт отдали британской типографии De La Rue. Первая серия из восьми марок Королевства Италия номиналами от 1 чентезимо до 2 лир поступили в обращение 1 декабря 1863 года. На миниатюре в 1 чентезимо была изображена цифра номинала в фигурной рамке, на остальных — портрет короля Виктора Эммануила II и дана надпись «Poste italiane» («Итальянская почта»). Эта надпись сохранялась, за небольшим исключением, до 1969 года, когда была заменена новой «Italia» («Италия»), ранее использовавшаяся только в 1923 и 1945—1947 годах.
9 октября 1874 года Италия подписала Всеобщую почтовую конвенцию, а 1 июля 1875 года в числе учредителей стала членом ВПС. На лиссабонском Всемирном почтовом конгрессе 1885 года Италия присоединилась к межгосударственному соглашению о распространении операции почтовых поручений (riscossione) на свои взаимные отношения.
С августа 1877 года итальянские марки начали печатать в туринской типографии.
В 1878 году итальянский трон унаследовал король Умберто. Это вызвало необходимость нового выпуска почтовых марок. Впервые увидев свет 15 августа 1879 года, они стали первыми почтовыми марками королевства, полностью разработанными, выгравированными и напечатанными итальянцами. В новой серии использовались тарифы и цвета, предписанные ВПС.
С 1889 года заведование почтовым делом, соединённым с телеграфной частью, было вверено в Италии особому министерству, которое для надзора за провинциальными установлениями располагало 10 инспекторами. В каждой из 69 провинций была образована почтово-телеграфная дирекция. Почтамты (uffizi) делились на два класса; кроме того, существовали почтовые агентства (collettorie).
Согласно данным о числе и деятельности почтовых учреждений, в Италии в 1894 году насчитывалось:
- 6183 почтовых учреждения, что составляло в среднем одно почтовое учреждение на 47,9 кв. км и на 4682 жителей этой страны;
- 538 628 000 почтовых отправлений, в том числе:
  - 303 730 тыс. писем,
  - 63 430 тыс. открытых писем,
  - 252 256 тыс. произведений печати,
  - 2988 тыс. почтовых переводов и
  - 782 тыс. посылок.

На одного итальянского жителя приходилось в среднем 17,3 почтового отправления. Превышение дохода почты над расходами, в пересчёте на рубли Российской империи того времени, составило 35 819 рублей.
Основная ставка за пересылку простых закрытых писем в Италии была равно 20 чентезимо. Для бандерольных отправлений образцов заводов был установлен высший предельный вес — 300 г. На вашингтонском конгрессе ВПС 1897 года Италия присоединилась к межгосударственному соглашению, по которому правительства взаимно обязались доставлять периодические издания, выходившие в пределах их территорий, по тем же ценам, что и внутренним подписчикам, с надбавкой лишь возможных транзитных расходов; в стране назначения могли быть сделаны комиссионные и тому подобные надбавки, но они не должны были выходить за пределы, установленные для внутренних подписчиков этой страны. Для пересылки внутри Италии, в почтамты второго разряда, принимались ценности не свыше 5000 франков. При оформлении почтовых переводов отправителю, внесшему в почтовое учреждение деньги, выдавался на руки перевод, который отсылался им в письме адресату, а последний для получения по переводу денег предъявлял его почтовому учреждению своего местожительства. Предельная сумма, на которую допускались почтовые переводы была не очень велика и не превышала 1000 лир. В 1905 году Италия заключила с Россией соглашение о взаимном обмене денежных почтовых переводов. В Италии также употребляли почтовые боны — почтовые переводы на небольшие определенные суммы, которые продавались в почтовых учреждениях по номинальной цене с надбавкой комиссионного сбора и в течение известного срока могли быть предъявлены для оплаты в любом почтовом учреждении страны, производившем соответствующие операции. Существовала ещё одна своеобразная операция по производству платежей посредством почты, когда на почтамтах могла быть приобретена почтовая кредитная книжка (titolo di credito), при предъявлении которой почтовые учреждения выплачивали указанную в ней сумму частями, по мере требования, в размере от 50 до 2000 лир. Таким образом путешествующие избавлялись от необходимости возить с собой крупные суммы. Государственная почта Италии очень рано отказалась от перевозки посылок, предоставив это дело частным предприятиям (messageries).
Поскольку остались значительные запасы марок прежних выпусков, а королевство испытывало нехватку денежных средств, миниатюры с портретом Виктора Эммануила II оставались в обращении ещё несколько лет, вплоть до декабря 1889 года, поэтому некоторые номиналы марок с портретом Умберто I мало использовались во время его правления. В июле 1901 года вышли первые марки с портретом короля Виктора Эммануила III. Все миниатюры, выпущенные в период правления Умберто I были изъяты из обращения в конце сентября 1902 года.
По данным Международного бюро ВПС за 1903 год, густота почтовой сети в Италии составляла одно почтовое учреждение на 35 кв. км, а внутренний обмен писем приближался к одному миллиарду. Ценность отправленных итальянской почтой писем и посылок с объявленной стоимостью равнялась 2,5 млрд франков.
В 1924—1925 годах ряд марок стандартной серии выпустили с купонами, на которых были помещены рекламы различных фирм. Всего известны 13 видов купонов.
До 1929 года все стандартные марки выпускались с портретом короля или гербом. В апреле 1929 года вышла так называемая «Императорская серия» («Imperiale»), на марках которой появились изображения Капитолийской волчицы с Ромулом и Ремом, Юлия Цезаря, Октавиана Августа и символическое изображение Италии. Во время второй мировой войны четыре марки этой серии вышли с купонами и без перфорации. В 1945—1946 годах эта серия была переиздана с измененными деталями рисунка. Марки были в обращении до июля 1946 года.
Первая серия из двух коммеморативных марок вышла в апреле 1910 года к 50-летию освобождения Сицилии. На них был изображён портрет Дж. Гарибальди. В Италии издаётся значительное количество памятных марок. Например, в 1930-х годах это были большие серии, включающие почтовые и авиапочтовые марки; с 1948 года выпускаются серии из одной-двух (иногда больше) марок.
Первая серия из четырёх почтово-благотворительных марок вышла в ноябре 1915 года. Дополнительный сбор шёл в пользу Красного Креста.
В 1920—1923 годах итальянские марки выпущенные в 1906—1911 годах с надпечаткой «B. L. P.» чёрного, синего, оранжевого и красного цветов использовались Комитетом помощи жертвам войны.
До 1877 года итальянские марки использовались в Сан-Марино.

### Италия в первой мировой войне

#### Австро-венгерская оккупация

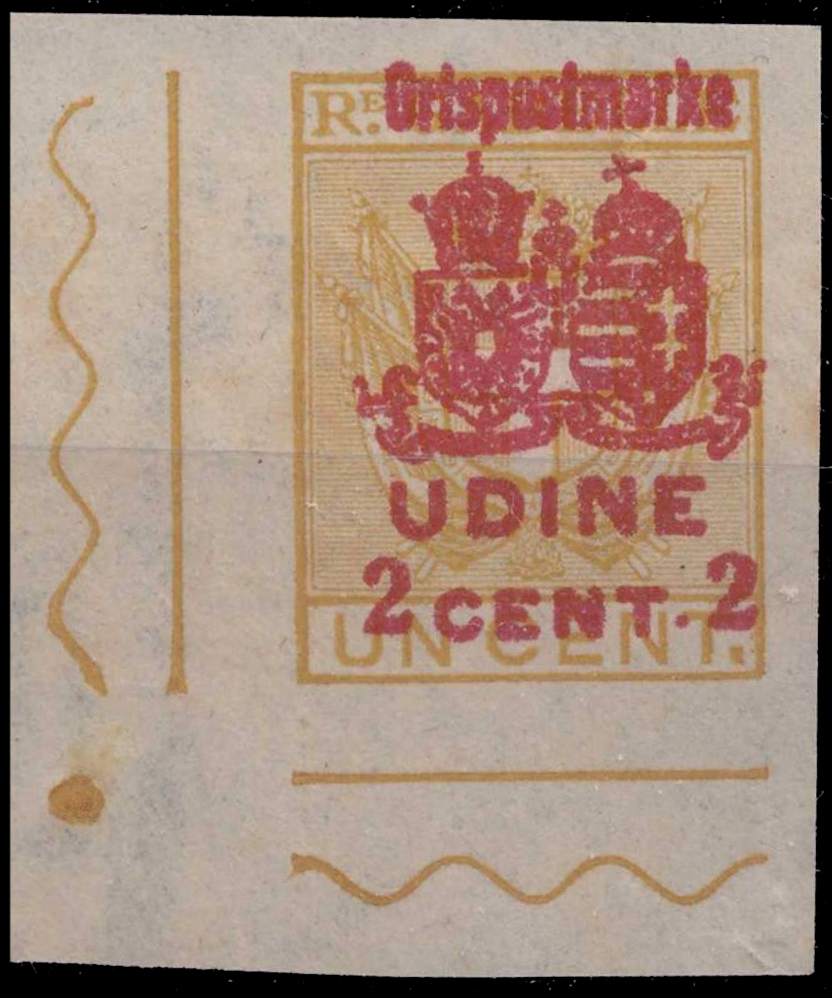
Марка для города Удине (1918)

В 1918 году во время австро-венгерской оккупации итальянских территорий военные власти подготовили по 4 марки для 18 населённых пунктов: Ампеццо, Ауронцо-ди-Кадоре, Кодройпо, Джемона-дель-Фриули, Латизана, Лонгароне, Маниаго, Моджо, Пальманова, Пьеве-ди-Кадоре, Сан-Даниэле-дель-Фриули, Сан-Джорджо-ди-Ногаро, Сан-Пьетро-аль-Натизоне, Спилимберго, Тарченто, Тольмеццо, Удине и Чивидале-дель-Фриули. На итальянских фискальных марках были сделаны надпечатки текста нем. «Ortspostmarke» («Марка местной почты»), герба Австро-Венгрии, названия населённого пункта и номинала в итальянской валюте от 1 до 4 чентезимо. Утром 15 июня 1918 года миниатюры поступили в обращение в Удине. Однако практически сразу же их реализация была прекращена, так как использование этих марок было запрещено телеграфным приказом главного командования австро-венгерской армией. Письма франкированные марками, выпущенными для Удине, очень редки. Марки, подготовленные для других населённых пунктов, в обращение не поступили.

#### Местные выпуски
Мерано

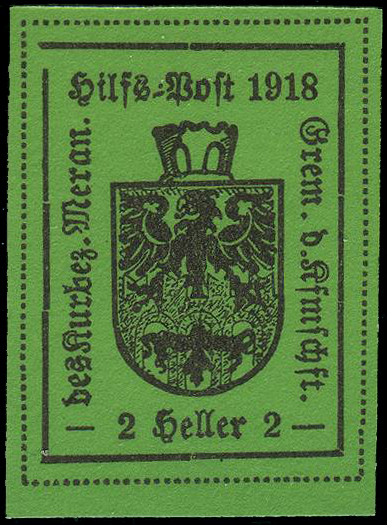
Марка местной почты Мерано из второй серии, 1918(Mi #4)

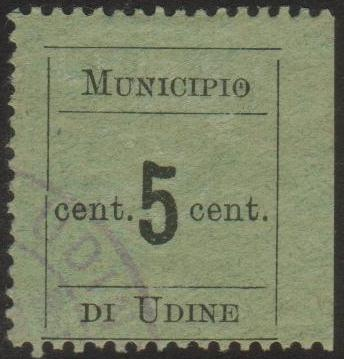
Марка Муниципалитета Удине, 1918(Mi #I)

После капитуляции Австро-Венгрии в Первой мировой войне 3 ноября 1918 года, город Меран (Мерано), входивший в её состав, был присоединён к Италии. В связи с тем, что почтовая связь в городе была нарушена 28 ноября 1918 года городская торговая палата организовала местную почту для доставки газет, бандеролей и деловой корреспонденции. В местной типографии были отпечатаны две серии марок номиналами 2 (для газет), 5 (для открыток) и 10 геллеров (для писем).
Марки первой серии, с изображением цифры номинала в фигурной рамке, печатались в листах по 12 штук (6 × 2). Их тиражи были следующими:
- 2 геллера — на розовой бумаге 840 штук (70 листов);
- 5 геллеров — на зелёной бумаге 180 штук 15 листов);
- 5 геллеров — на оливковой бумаге 240 штук (20 листов);
- 10 геллеров — на светло-ультрамариновой бумаге 180 штук (15 листов);
- 10 геллеров — на ультрамариновой бумаге 240 штук (20 листов).

Вторая эмиссия была отпечатана на блестящей цветной бумаге, с желтоватым клеем. В центре на миниатюрах был изображён герб Мерано; марка номиналом 2 геллера была отпечатана на зеленой бумаге, 5 геллеров — на тёмно-голубой, 10 геллеров — на кирпично-красной.
Местная почта закрылась 15 декабря 1918 года, в связи с нормализацией работы государственной почты.
Удине
Во время оккупации Удине австро-венгерскими войсками в 1917—1918 годах в городе возник дефицит почтовых марок. В связи с этим в 1918 году Городской совет выпустил специальные марки с надписью итал. «Municipio di Udine» (Муниципалитет Удине) и номиналом в рамке. Марки печатались в листах по 24 штуки (6 × 4), без зубцов с одной стороны. Гасились резиновым фиолетовым линейным штампом с надписью «Annullato», и (или) круглой резиновой фиолетовой печатью с надписью «Municipio di Udine» и гербом города в центре.

## Марки Италии во Вторую мировую войну

### Англо-американская оккупация
После высадки союзных войск на острове Сицилия, в сентябре 1943 года в обращение поступила серия из девяти марок союзной военной почты с надпечаткой англ. «Italy» и номиналом в итальянских денежных единицах.
В декабре 1943 года в Неаполе три марки стандартной «Императорской серии» были снабжены надпечаткой итал. «Governo militare alleato» («Союзное военное управление»).
В 1945 году появились марки с надпечаткой «AMS» (англ. «Amgot Mail Service» — «Союзная почтовая служба» или другой вариант: итал. «Amministrazione Milanese Socialista»), однако происхождение их неясно.

### Итальянская социальная республика
После выхода Италии из Второй мировой войны на оккупированном нацистской Германией севере страны было создано марионеточное государство Итальянская социальная республика. В январе 1944 года здесь были выпущены собственные марки — итальянские стандартные миниатюры из «Императорской серии» с надпечаткой текста «Repubblica Sociale Italiana», а также текста и ликторского пучка. В январе были также надпечатаны марки спешной почты.
В июне 1944 года вышла серия из 13 стандартных марок оригинальных рисунков. В декабре того же года — серия из трёх коммеморативных марок, посвящённых 100-летию со дня гибели братьев Бандиера. Это был последний выпуск Итальянской социальной республики.

### Местные выпуски
Во время антифашистской освободительной борьбы комитеты национального освобождения и отдельные партизанские отряды при освобождении городов выпускали местные марки. Наиболее известны выпуски Аосты (1944—1945), Ароны (1945), Империи (1945), Савоны (1945), Терамо (1945) и др.

## Итальянская Республика

### Почтовые марки

Первая марка из стандартной серии «Italia turrita», 1953(Mi #884)

Провозглашение республики было отмечено серией из восьми марок «Республиканская история Италии», вышедших в октябре 1946 года. На миниатюрах были помещены изображения фресок Николо Барабино и Паоло Веронезе, картины Амоса Касзиоли, итальянских церквей и др.
С июня 1953 по ноябрь 1977 года выпускались стандартные марки с символическим изображением Италии в башенной короне (медальон из Сиракуз) — «Italia turrita». Всего с этим рисунком было эмитировано 58 миниатюр. С декабря 1978 года начали выпускать стандартные марки «Италия» с изменённым рисунком. В январе 2002 года стандартные марки «Италия» вышли с номиналами в евро. К 2006 году эмитировано 18 миниатюр этой серии.

Почтовая марка Италии, посвящённая городу Фиуме (Риека), 2007 (Unificato #3053)

Первый почтовый блок Италии был выпущен в октябре 1985 года, по случаю филателистической выставки «Италия-85». На блоке были помещены изображения первой марки Сардинского королевства и первой марки в мире — «Чёрный пенни».
Все марки, выпущенные после 27 ноября 1973 года, имеют неограниченное время обращения. В январе 1999 года вышли марки с номиналами в итальянских лирах и евро; с января 2002 года — только в евро.

Первая в мире стереоскопическая марка. Италия, 1956(Mi #976)

На 30 октября 2007 года итальянской почтой был запланирован выпуск почтовой марки, посвящённой бывшему итальянскому городу Фиуме (Риека), ныне находящемуся в составе Хорватии. На миниатюре был изображён бывший губернаторский особняк и дана надпись «Fiume — terra orientale già italiana» («Фиуме — бывшая восточная итальянская территория»). Однако Хорватия заявила протест, сочтя эту эмиссию оскорбительной. По требованию Министерства иностранных дел Италии Министерство связи отложило реализацию скандальной марки до урегулирования спорного вопроса. Марка всё-таки вышла в обращение 10 декабря 2007 года.

### Необычные марки
В декабре 1956 года итальянская почта выпустила серию из двух миниатюр в честь приёма Италии в состав ООН. Изображение земного шара на марке дано таким образом, что при рассмотрении его через специальные очки возникает стереоскопический эффект. Это первые стереоскопические (объёмные) марки мира.

### Ошибки на марках
На некоторых почтовых выпусках Италии имеются ошибки. Так, выпущенная в апреле 1961 года марка в 205 лир, посвященная визиту президента Гронки в Перу, вызвала протест перуанского посольства в связи с неверным изображением границы между Перу и Эквадором.
Отмечалось также, что на марке 1957 года, посвященной безопасности на дорогах, красный цвет на светофоре размещён внизу.

## Серии стандартных марок
Ниже приводится перечень выпусков итальянских стандартных марок.
«Выпуск Мартера» (1863)
1863 — 15 чентезими
«Серия De La Rue» (1863—1877)
1863 — 1, 2, 5, 10, 15, 30, 40, 60 чентезими и 2 лиры
1867 — 20 чентезими
1877 (туринский выпуск) — 10 и 20 чентезими в изменённом цвете
В 1865 году на марке в 15 чентезими была сделана надпечатка нового номинала (20 чентезими).
Серия образца 1879 года (1879—1882)
1879 — 5, 10, 20, 25, 30 и 50 чентезими
1882 — 2 лиры
В 1890—1891 годах на ряде марок были сделаны надпечатки нового номинала.
Серия образца 1889 года (1889—1891)
1889 — 5, 40, 45, 60 чентезими, 1 и 5 лир
1891 — 5 чентезими
Серия образца 1891 года (1891)
Представлена одной маркой номиналом 5 лир.
Серия образца 1893 года (1893—1897)
1893 — 25 чентезими
1895 — 20 и 45 чентезими
1896 — 1, 2 и 10 чентезими
1897 — 5 чентезими
«Геральдический орёл» (1901)
1901 — 1, 2 и 5 чентезими
В 1923 году на марках 1 и 2 чентезими была сделана надпечатка нового номинала (10 чентезими).
Тип Cellini (1901—1926)
Эта серия также известна как «Floreale definitive».
1901 — 10, 20, 25, 40, 45, 50 чентезими, 1 и 5 лир
1910 — 10 лир
1923 — 2 лиры
1926 — 25, 75 чентезими, 1 лира 25 чентезими и 2 лиры 50 чентезими
В 1905—1925 годах на ряде марок серии были сделаны надпечатки нового номинала.
Тип Michetti (1906—1926)
1906 — 15 чентезими
1908 — 25, 40 и 50 чентезими
1909 — 15 чентезими
1911 — 15 чентезими
1916 — 20 чентезими
1917 — 20 чентезими
1918 — 60 чентезими
1920 — 45 и 85 чентезими
1922 — 30 чентезими
1923 — 60 чентезими
1925 — 20 (2 варианта расцветки) и 30 чентезими
1926 — 20, 25 и 60 чентезими
В 1916—1925 годах на ряде марок серии были сделаны надпечатки нового номинала.
Тип Leoni (1906—1919)
1906 — 5 и 10 чентезими
1919 — 15 чентезими
В 1925 году на марке в 15 чентезими была сделана надпечатка нового номинала (10 чентезими).
Тип Parmeggiani (1927—1929)
1927 — 50 чентезими, 1 лира 75 чентезими, 1 лира 85 чентезими, 2 лиры 55 чентезими и 2 лиры 65 чентезими
1928 — 7½ и 50 чентезими
1929 — 15 и 30 чентезими
Серия «Imperiale» («Императорская серия», 1929—1945)
1929 — 5, 7½, 10, 15, 20, 25, 30, 35, 50, 75 чентезими, 1 лира 25 чентезими, 1 лира 75 чентезими, 2 лиры, 2 лиры 55 чентезими, 5, 10, 20, 25 и 50 лир
1930 — 2 чентезими, 3 лиры 70 чентезими
1942 — 1 лира
Модифицированный выпуск без символики режима Муссолини в рисунке марок (в 1929—1942 годах представленных в виде «ликторских пучков» как элемента дизайна марок):
1945 — 10, 20, 30, 50, 60 чентезими, 1 лира, 1 лира 20 чентезими, 2, 5 и 10 лир. Позднее 50 и 60 чентезими были переизданы с изменённым рисунком.
В 1945 году на марке в 1 лиру 75 чентезими была сделана надпечатка нового номинала (2 лиры 50 чентезими) которая одновременно запечатывала ликторские пучки.
На марках 1929—1942 годов делали свои многочисленные надпечатки как союзническая военная администрация (в 1943 году), так и правительство Итальянской социальной республики (в 1944 году).
Серия Итальянской социальной республики (1944—1945)
1944 — 20 и 25 чентезими
1945 — 5, 10, 20, 25, 30, 50, 75 чентезими, 1 лира, 1 лира 25 чентезими и 3 лиры
После ликвидации режима Итальянской социальной республики правительство Италии сделало надпечатки на марках в 20 и 25 чентезими, которые одновременно утверждали их новый номинал (1 лира 20 чентезими и 2 лиры, соответственно) и запечатывали название Итальянской социальной республики, проставляя вместо него слова «итальянская почта».
«Капитолийская волчица» (1944)
Первый выпуск марок, осуществлённый итальянским правительством после свержения фашистского режима. Выпуск представлен одной маркой в 50 чентезими.
«Демократия» (1945—1948)
Выпуск был призван заменить все предыдущие стандартные марки (серии «Imperiale», выпуски Итальянской социальной республики, выпуски Союзной Военной Администрации (надпечатки и отдельный региональный выпуск для Сицилии), а также переходные марки «Капитолийская волчица»), которые изымались из почтового обращения на протяжении 1945—1946 годов.
1945 — 10, 20, 40, 60, 80 чентезими, 1 лира, 1 лира 20 чентезими, 2, 3, 5, 10, 20, 25 и 50 лир
1946 — 25, 50 чентезими, 4, 15 и 100 лир
1947 — 6, 10 и 30 лир
1948 — 8 лир
«Профессии» (1950—1957)
1950 — 50 чентезими, 1, 2, 5, 6, 10, 12, 15, 20, 25, 30, 35, 40, 50, 55, 60, 65, 100 и 200 лир
1955 — 50 чентезими, 1, 2, 15 и 30 лир
1957 — 50 и 65 лир
«Италия» (1953—1977)
1953 — 5, 10, 12, 20, 25, 35, 60 и 80 лир
1954—100 и 200 лир
1955 — 5, 10, 12, 13, 20, 25, 60 и 80 лир
1956 — 15 и 35 лир
1957 — 6 и 200 лир
1958 — 1, 50 и 90 лир
1959—100 и 200 лир
1960 — 30, 40 и 70 лир
1966—130 лир
1968 — 1, 5, 6, 10, 15, 20, 25, 30, 40, 50, 60, 70, 80, 90, 100, 130 и 200 лир
1969 — 55 лир
1971—180 лир
1972—300 лир
1974—125 лир
1976—150 и 400 лир
1977—120, 170 и 350 лир
«San Grigorio» (1957)
1957—500 и 1000 лир
«Фрески Микельанджело» (1961)
1961 — 1, 5, 10, 15, 25, 30, 40, 50, 55, 70, 85, 90, 100, 115, 150, 200, 500 и 1000 лир
«Италия», крупнономинальные марки (1978—1987, 2002—2005)
1978 — 5000 лир
1979—1500, 2000, 3000 и 4000 лир
1983 — 10 000 лир
1987 — 20 000 лир
В 2002—2005 годах серия была переиздана с новыми номиналами в евро.
2002 — 1 евро, 1 евро 24 цента, 1 евро 55 центов, 2 евро 17 центов, 2 евро 58 центов, 3 евро 62 цента и 6 евро 20 центов
2004 — 2 евро 35 центов, 2 евро 80 центов и 3 евро
2005 — 1 евро
«Замки» (1980—1992)
1980 — 5, 10, 20, 30, 40, 50, 60, 70, 80, 90, 100, 120, 150, 170, 180, 200, 250, 300, 350, 400, 450, 500, 600, 700, 800, 900 и 1000 лир
1981 — 30, 70, 80, 200 и 300 лир
1983—400 и 1400 лир
1984—550 лир
1985 — 50 и 450 лир
1986—650 лир
1987—380 лир
1988—100, 500, 650 и 750 лир
1990—750 лир
1991—600 и 800 лир
1992—850 лир
«День труда» (1983)
Выпуск представлен одной маркой в 1200 лир.
«Новая эмблема почты» (1995)
1995—750 и 850 лир
«Женщины в искусстве» (1998—2004)
1998—100, 450, 650, 800 и 1000 лир
В 1999 году выпуск был переиздан с двойным указанием номинала — в лирах и евро.
1999—100 лир / 5 центов, 450 лир / 23 цента, 650 лир / 34 цента, 800 лир / 41 цент и 1000 лир / 52 цента
С 2002 года номинал указывался в евро.
2002 — 1, 2, 3, 5, 10, 20, 23, 41, 50 и 77 центов
2004 — 45, 65, 70, 85 и 90 центов
«Poste Italiane» (2009—2014)
2009 — 60 центов, 1 евро 40 центов, 1 евро 50 центов, 2 евро и 3 евро 30 центов
2010 — 5, 10 и 20 центов
2011 — 75 центов
2013 — 25, 70, 85 центов, 1 евро 90 центов и 3 евро 60 центов

## Другие виды почтовых марок

### Авиапочтовые

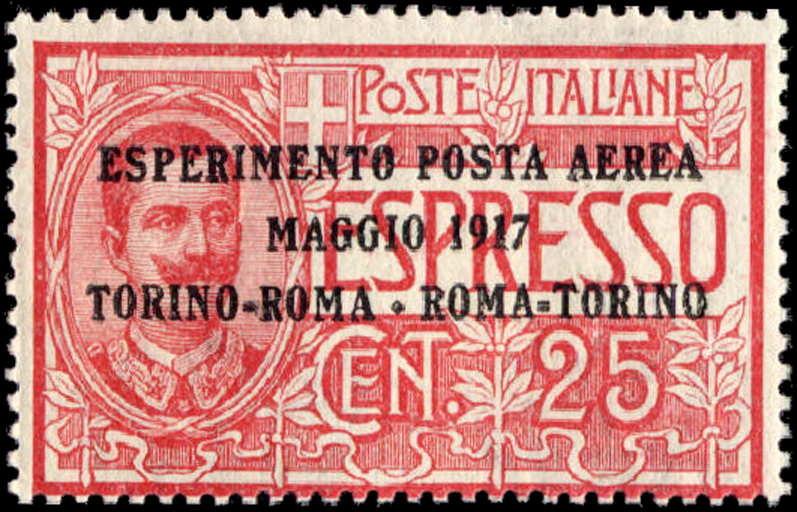
Первая авиапочтовая марка Италии, 1917(Mi #126)

Италия — родина первой в мире официальной авиапочтовой марки. Она была выпущена 20 мая 1917 года для экспериментальных полётов самолётов по маршруту Турин — Рим. Миниатюра представляла собой ранее выпущенную марку спешной почты с надпечаткой «Esperemento posta aerea maggio / 1917 / Torino — Roma Roma — Torino» («Экспериментальная авиапочта / май 1917 / Турин — Рим Рим — Турин»).
27 июня 1917 года в Италии была выпущена марка для авиалинии Неаполь — Палермо. Она также представляла собой ранее выпущенную марку спешной почты с надпечаткой текста «Idrovolante / Napoli-Palermo-Napoli» («Гидросамолёт / Неаполь — Палермо — Неаполь») и нового номинала.
Специальные марки авиапочты издавались для оплаты корреспонденции, пересылаемой по трассам Рим — Рио-де-Жанейро, Рим — Буэнос-Айрес, Рим — Могадишо, а также для оплаты полётов дирижабля.
Для оплаты почтовой корреспонденции, доставляемой самолётами генерала Итало Бальбо из Рима в Чикаго, в мае 1933 года были выпущены две марки, состоящие из трёх частей. Номинал, указанный в правой части, равнялся авиатарифу до Исландии и Северной Америки; номинал средней части соответствовал доплате за заказ и экспрессную доставку; левая часть представляла собой авиаэкспрессный заказной ярлык. Марки печатались в листах по 20 штук. В левой части каждой из них помещена сокращенная фамилия одного из пилотов. Таким образом, все марки в листе различные. Марки с надпечаткой «Servizio di Stato» использовались в качестве служебных авиапочтовых марок.
В октябре 1933 и июле 1935 года издавались авиапочтовые благотворительные марки.
Последние авиапочтовые марки Италии вышли в марте 1973 года.

### Газетные
Первая газетная марка Италии с надписью «Giornali francobollo stampe» вышла в мае 1862 года. Она была отпечатана в типографии Ф. Матрера и являлась переизданием газетной марки Сардинского королевства 1861 года в изменённых цветах. Марка была изъята из обращения в конце декабря 1863 года.
В декабре 1890 года вышли последние газетные марки. Это были первые посылочные марки Италии с надпечаткой текста «Valevole / per le stampe» и нового номинала. Марки находились в обращении до 31 декабря 1891 года.

### Доплатные
Доплатные марки с надписью «Segnatasse» («Доплата») выпускаются с января 1863 года. Первые доплатные марки с изображением цифры номинала в овале были отпечатаны в типографии Ф. Матрера. Последние на сегодняшний день доплатные марки вышли в 2001 году.

### Доставочные
В некоторых местностях Италии корреспонденцию доставляют частные лица, и она дополнительно франкируется специальными марками. Первые доставочные марки с надписью «Recapito autorizzato» («Доставка разрешена») вышли в июле 1928 года. На них был изображён герб Италии и фасция. Последние на сегодняшний день доставочные марки вышли в сентябре 1990 года. Обычно эти марки гасились штемпелями фирмы.
|                                      |                                      |                                        |
| 1862: первая газетная марка (Mi #13) | 1863: первая доплатная марка (Mi #1) | 1928: первая доставочная марка (Mi #1) |

### Марки освобождения от почтового сбора
В марте 1924 года для корреспонденции благотворительных организаций, поддерживаемых государством, были выпущены специальные марки трёх видов, свидетельствующие об освобождении от уплаты почтового сбора. На них были изображены герб Савойской династии, Капитолийская волчица и Италия в башенной короне; внизу на специальном поле делалась чёрная надпечатка названия государственного учреждения. Подобные марки выпускались, в частности, для Ассоциации библиотек Болоньи, Римской национальной ассоциации инвалидов войны и др.

### Марки пневматической почты
Пневматическая пересылка почты была организована в Италии в 1910 году. В апреле 1913 года вышли специальные марки с надписью «Posta pneumatica» («Пневматическая почта»). Последние марки пневматической почты вышли в марте 1966 года. Они были изъяты из обращения 13 февраля 1992 года.

### Марки полевой почты
В апреле 1943 года для итальянской полевой почты была выпущена серия стандартных и авиапочтовых марок с надпечаткой «Р. М.» («Posta militare» — «Военная почта»). Марки использовались до 7 августа 1945 года.
Осенью 1940 года французский город Бордо стал военно-морской базой стран Оси. Здесь базировалась 12-я флотилия подводных лодок, в состав которой после капитуляции Италии вошли уцелевшие итальянские лодки. В ноябре 1943 года, по распоряжению итальянского командования базы, марки стандартной «Императорской серии» были снабжены надпечаткой «Italia Repubblicana Fascista Base Atlantica». В 1944 году текст надпечатки изменили — «Repubblica sociale Italiana Base Atlantica». База прекратила существование в конце августа 1944 года.
В октябре 1943 года в Итальянской социальной республике была создана Национальная республиканская гвардия, в основную задачу которой входило поддержание внутренней безопасности, в частности — борьба с партизанами, а также охрана важных государственных объектов. В декабре 1943 — феврале 1944 года части Национальной республиканской гвардии, расположенные в Вероне и Брешиа, сделали на стандартных, авиапочтовых и экспрессных марках Италии надпечатку «G. N. R.» («Guardia nazionale repubblicana» — сокращенное название гвардии).
| |                                                   |                                                      |                                                                        |                                                          |
| 1924: первая марка освобождения от почтового сбора Италии для Ассоциации библиотек Болоньи (Mi #1) | 1913: первая марка пневматической почты (Mi #110) | 1943: первая марка итальянской полевой почты (Mi #1) | 1943: марка итальянской военно- морской базы в Бордо (Франция) (Mi #8) | 1943: марка Национальной республиканской гвардии (Mi #3) |

### Посылочные
В июле 1884 года были выпущены первые посылочные марки. На них был изображён профиль короля Умберто I и дана надпись «Pacchi postali» («Почтовые пакеты»). Марки изъяли из обращения в конце декабря 1890 года.
С июля 1914 года в обращение были введены посылочные марки состоящие из двух частей. Левая часть наклеивалась на формуляр, прилагаемый к посылке, а правая — на корешок, остающийся у отправителя. Последние посылочные марки вышли в марте 1973 года. Они были в обращении до 13 февраля 1992 года.
В Италии государственная почта перевозит посылки массой до 20 кг; более тяжёлые перевозятся частными фирмами, которые платят соответствующий налог. С июля 1953 года для оплаты подобных отправлений выпускались специальные марки, напоминающие посылочные, но с надписью «Transporto pacchi in concessioner» («Перевозка посылок по лицензии»). В июле 1984 года вышла последняя марка этого вида. Она отличалась от марок прошлых выпусков тем, что не имела отрывного корешка. Была изъята из обращения 5 мая 1987 года.

### Марки для почтовых переводов
В июле 1924 года была выпущена серия из шести марок для почтовых переводов номиналами от 20 чентезимо до 3 лир. На миниатюрах в чентезимо была изображена цифра номинала в орнаменте, в лирах — ангел. На марках дана надпись «Segnatasse Vaglia». Они были в обращении около двух лет, изъяты 30 июня 1926 года.

### Расчётные
Итальянской почтой для различных целей использовались расчётные марки. Первые с профилем Виктора Эммануила II и надписью «Biglietti di ricognizione postale» вышли в январе 1874 года. Они были в обращении до июля 1889 года.
В январе 1884 года вышли расчётные марки для нужд почтовой службы. Они использовались до конца июля 1896 года. В июле 1903 года их переиздали в изменённых цветах. Изъяли из обращения в конце июня 1911 года.
В июле 1913 года вышли три марки с надписью «Servizio commissioni» («Стоимость услуг»). Они использовались для доставки и учёта документов, но не предназначались для оплаты почтовых услуг. Эти марки изъяли из обращения в марте 1925 года. В апреле того же года они были вновь пущены в обращение с надпечаткой нового номинала и использовались до июня 1928 года.
|                                       |                                            |                                      |                                      |                                           |
| 1884: первая посылочная марка (Mi #1) | 1924: марка для почтовых переводов (Mi #6) | 1874: первая расчётная марка (Mi #1) | 1875: первая служебная марка (Mi #1) | 1903: первая марка спешной почты (Mi #85) |

### Служебные
В январе 1875 года вышли первые служебные марки с изображением цифры номинала в овале и надписью «Francobollo di stato». Они были изъяты из обращения 31 декабря 1876 года. В январе 1878 года на оставшихся запасах была сделана надпечатка новой стоимости, и они использовались как газетные марки.
Последняя служебная авиапочтовая марка вышла в ноябре 1934 года для беспосадочного перелёта из Рима в Могадишо.

### Марки спешной почты
Марки для экспрессных отправлений (или спешные марки) были введены в июне 1903 года и выпускались до апреля 1976 года. Экспрессные марки были изъяты из обращения 13 мая 1992 года.

## Выпуски Кампионе-д’Италия

Первая марка Кампионе-д’Италия, 1944(Mi #1)

Кампионе-д’Италия — небольшой итальянский анклав, расположенный на территории Швейцарии у озера Лугано. В связи с прекращением поступления марок из Италии муниципальный совет в мае 1944 года выпустил собственные марки. Первая серия состояла из пяти знаков почтовой оплаты с изображением герба Кампионе. Вторая — из семи марок поступила в обращение в сентябре 1944 года. На марках обеих серий была дана надпись «R. R. Poste italiane / Comune de Campione», номинал был указан в швейцарской валюте. Использовались они внутри местечка и для корреспонденции в Швейцарию.
1 июня 1952 года марки Кампионе были изъяты из обращения и заменены марками Италии для корреспонденции в Италию и марками Швейцарии для корреспонденции в Швейцарию, причём в этом случае их гашение производилось на почтамте Лугано 1. Для международной корреспонденции использовались марки Италии или Швейцарии.

## Итальянская почта за границей

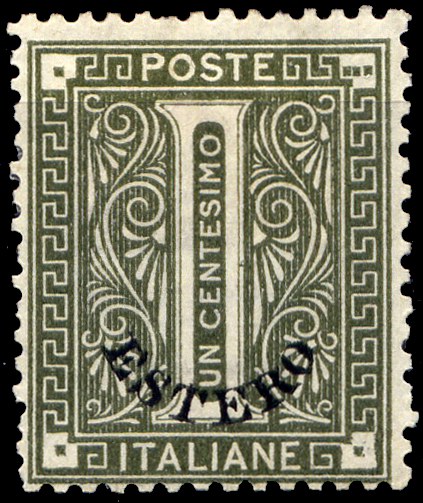
Первая марка итальянской почты за границей, 1874(Mi #1)

Почтовые отделения итальянской почты за границей находились в Буэнос-Айресе (Аргентина), Александрии (Египет), Триполи (Ливия), Тунисе и Ла-Голетте (Тунис). Первые марки итальянской почты за границей с надпечаткой «Estero» («Заграница») вышли 1 января 1874 года. Марки выпускались до 1888 года, всего выпущено 17 миниатюр.
Во время Гражданской войны в Испании на стороне мятежников участвовал итальянский Корпус добровольческих сил. Итальянские войска обслуживались полевой почтой под названием «Poste speciale 500» («Специальная почта 500»). Для её функционирования было открыто 12 почтовых отделений и три передвижных почтовых отделения со специальными штемпелями. Письма пересылались без марок. Была также выпущена особая карточка.

## Частные почты

### Милан
В 1897 году в Милане работала частная городская почта «Corriere di cittá» («Городской курьер»). Были выпущены три маленькие квадратные марки. Почта закрылась в конце того же года.
В апреле-мае 1920 года во время забастовки почтово-телеграфных служащих торговая палата Милана организовала городскую почту (штрейкбрехерскую). Вышли четыре марки, одна из которых без указания номинала (продавалась за 35 чентезимо).

### «Коралит»

Почтовая марка компании «Коралит», 1945 (Unificato #PR8)

Во время второй мировой войны, после занятия союзниками Флоренции и Рима в 1944 году, фашистские власти, обосновавшиеся на севере страны, поручили фирме «Коралит» (сокращение от «Corriere alta Italia») организовать доставку почты на велосипедах по четырём маршрутам: из Венеции в Турин, Триест, Портогруаро и Феррару. Были выпущены специальные марки, которые наклеивались на письма. За доставку взималось 14 лир с 10 г массы.
После небольшого перерыва, связанного с военными действиями, почтовая служба «Коралит» возобновила свою деятельность в мае 1945 года. В обращение поступили две серии марок пяти номиналов. На марках первой серии изображён лев святого Марка, на второй — велосипедист на фоне карты Северной Италии. Марки гасились круглым штемпелем с названием фирмы, города и датой. Кроме того, использовался прямоугольный штемпель из трёх секций. На штемпеле было название фирмы, текст «Servizio transporto correspondenza» («Служба доставки корреспонденции») и место для названия города, уплаченной суммы и даты. «Коралит» прекратила деятельность 30 июня 1945 года.

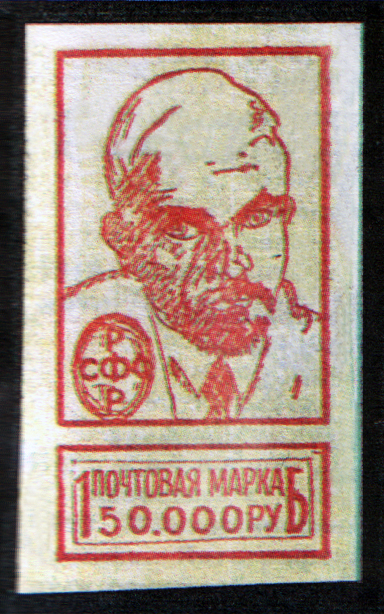
«Марка» с портретом В. И. Ленина, выпуск Марко Фонтано (1922)

## Фальсификации и фантастические выпуски
Существуют фальсификации марок итальянского королевства из «Императорской серии».
В 1922 году в Италии так называемое «Товарищество итальянской филателии в Венеции» распространяло «почтовые марки», выпущенные якобы от имени правительства РСФСР. Среди них наибольшей популярностью пользовалась марка номиналом в 150 тысяч рублей, на которой был изображён Владимир Ленин. На самом деле эти фантастические марки были изготовлены и проданы со спекулятивной целью неким итальянским предпринимателем Марко Фонтано.
Княжество Себорга, микрогосударство в провинции Лигурия, издаёт в туристических целях собственные марки. Имеются также фантастические марки самопровозглашённого микрогосударства Республика острова Розы, находившегося на нефтяной платформе в Адриатическом море у берегов Италии.

## Развитие филателии
Италия имеет давние филателистические традиции. В Международной федерации филателии страну представляет Федерация итальянских филателистических обществ, основанная в 1919 году.

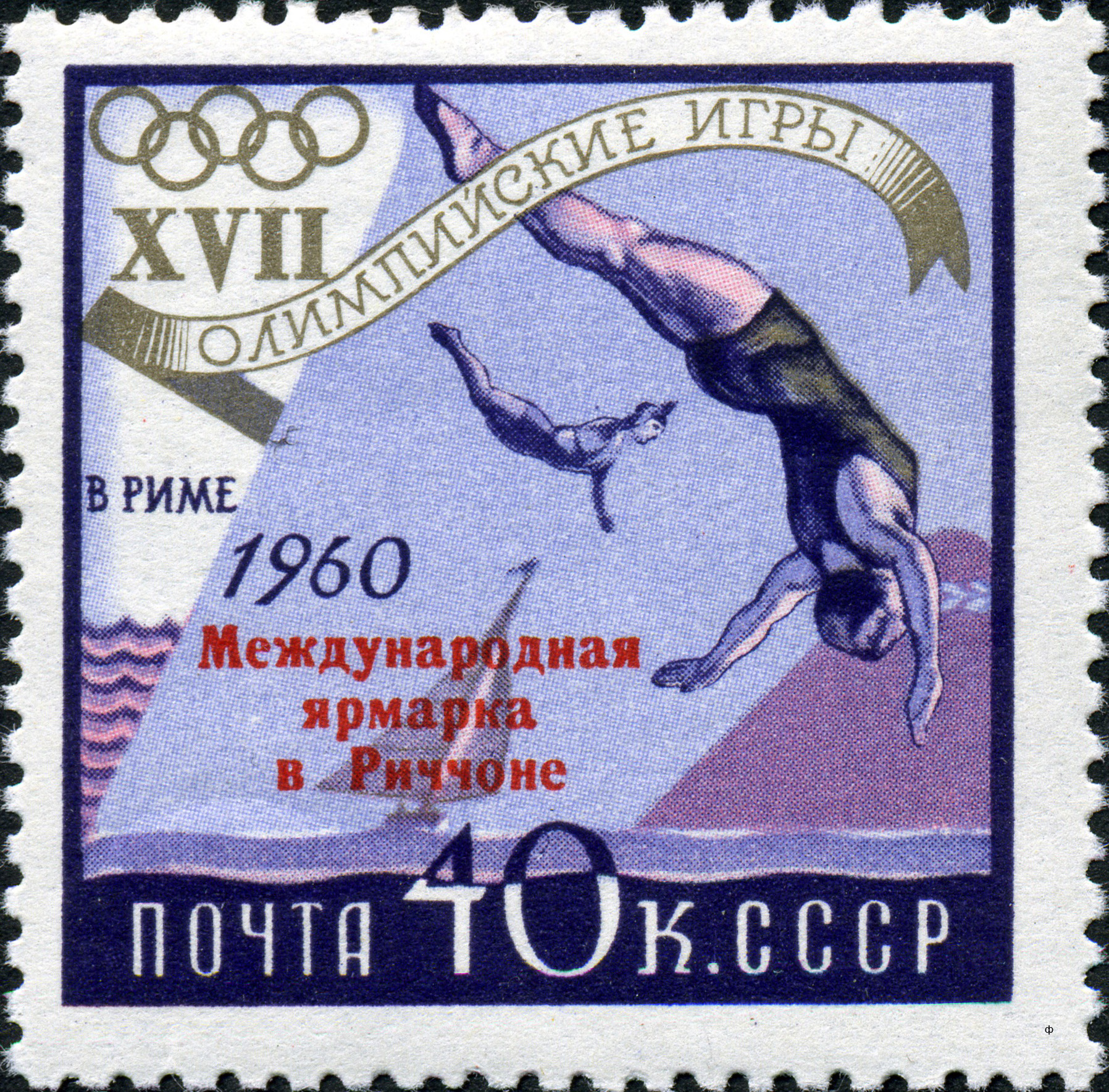
Марка СССР с надпечаткой в честь Международной филателистической ярмарки в Риччионе, 1960

Итальянские филателисты участвуют в филателистических форумах и выставках как у себя на родине, так и за рубежом. В Италии проводятся региональные, национальные и международные выставки. Так, в 1985 году состоялась филателистическая выставка «Италия-85», к открытию которой был приурочен первый итальянский почтовый блок. Известным центром филателистических выставок является Неаполь, о чём свидетельствует посвящённая этому почтовая марка Сан-Марино номиналом в 50 лир, выходившая 19 сентября 1975 года.
Широкую известность получила Международная филателистическая ярмарка в Риччионе, к проведению которой выходят почтовые марки не только в Италии, но и далеко за её пределами. Например, в 1960 году в СССР по случаю этой ярмарки производилась надпечатка на одной из марок олимпийской серии того же года. К надпечатке прибегало в 1975 году и румынское почтовое ведомство. Текст надпечатки на марке Румынии из серии «500-летие со дня рождения Микеланджело» гласил: англ. «International Philatelic Fair Riccione. Italy 23—25 August»; тираж марки составил 60 тысяч штук. Неоднократно выходили марки к этой ярмарке в Пакистане — в 1978 (к 30-летию мероприятия), 1980 и 1982 годах.